# Prop's Angel
Prop's Angel è un cortometraggio muto del 1913 diretto da Hay Plumb.

## Trama
La moglie ripudiata di un attore scopre che una ragazza, con la quale ha fatto amicizia, è in realtà sua figlia.

## Produzione
Il film fu prodotto dalla Hepworth.

## Distribuzione
Distribuito dalla Hepworth, il film - un cortometraggio di 205,74 metri - uscì nelle sale cinematografiche britanniche nel marzo 1913.
Il film venne distrutto nel 1924 dallo stesso produttore, Cecil M. Hepworth. Fallito, in gravissime difficoltà finanziarie, Hepworth pensò in questo modo di poter almeno recuperare il nitrato d'argento della pellicola.